# Naturschutzgebiet Butterberggelände
Das Naturschutzgebiet Butterberggelände ist ein Naturschutzgebiet am nördlichen Stadtrand von Bad Harzburg. Es umfasst den Kammbereich des Butterberges und ist über den Butterberg-Kammweg zugänglich, der vom Ortsausgang Bad Harzburg – Ilsenburg zum Ortsausgang Bad Harzburg – Westerode führt. Das NSG ist nur ca. 50 m breit, erstreckt sich aber über eine Länge von ca. 2,3 km.

## Flora
Der Butterberg ist mit einem Perlgrasbuchenwald bewachsen, hauptsächlich kommen Bergahorn, Buche und Esche vor. In Verjüngsbereichen wird die Buche durch Eschen, Ulmen und Berg-, Feld- und Spitzahorn verdrängt. Weiterhin hat der Butterberg eine artenreiche Krautschicht: Neben Leberblümchen, Buschwindröschen und Gelbem Windröschen sowie Hohlem Lerchensporn ist die Hohe Schlüsselblume vorhanden. Im Mittelteil des NSG ist der Bärlauch vorherrschend, daneben gibt es noch den Gefleckten Aronstab und die Türkenbund-Lilie.
Wegen der unmittelbaren Nähe zu den Gärten der Grundstücke von Bad Harzburg haben sich auch die Gemeine Akelei sowie das Schneeglöckchen hier angesiedelt, obwohl sie von Natur aus hier nicht vorkommen würden. Auch der Bestand des Löwenzahns hat zugenommen, da das kleine Waldgebiet einem großen Nährstoffeintrag (v. a. Stickstoff) im Gegensatz zu größeren Waldgebieten ausgesetzt ist.